# Conde da Folgosa
Conde da Folgosa é um título nobiliárquico criado por D. Luís I de Portugal, por Decreto de 5 de Dezembro de 1885, em favor de António de Sousa e Sá.
Titulares
1. António de Sousa e Sá, 1.º Conde da Folgosa.

Após a Implantação da República Portuguesa, e com o fim do sistema nobiliárquico, usou o título: 
1. Adolfo da Fonseca Magalhães da Costa e Silva, 2.º Conde da Folgosa.